# Hochvernaglwand
De Hochvernaglwand (ook: Vernagelwand, Italiaans: La Vernàga) is een 3433 meter hoge bergtop in de Ötztaler Alpen op de grens tussen het Oostenrijkse Tirol en het Italiaanse Zuid-Tirol.
De berg ligt in de Weißkam, tussen de 3352 meter hoge Vernagl en de 3485 meter hoge Hintere Hintereisspitze in, aan de meest zuidelijke punt van de Gepatschferner die de berg aan de noordwestelijke zijde flankeert. Op de noordoostelijke flank ligt de Vernaglwandferner, ten zuiden van de bergtop de Langtauferer-Joch-Ferner.
De bergtop werd voor het eerst bereikt op 20 juli 1870 door de gletsjerpastoor Franz Senn en professor J. Scholz onder leiding van berggids Josef Gstrein.